# Derek Ernst
Derek Ernst (Woodland, 16 mei 1990) is een Amerikaans golfer. Hij debuteerde in 2013 op de Amerikaanse PGA Tour.

## Loopbaan
Derek Ernst werd op 16 mei 1990 in Woodland (Californië) geboren als zoon van Mark en Dawn Ernst. Hij heeft twee zusjes, Brianna en Shawna. Toen hij in de 2de klas zat, maakte hij een cadeautje voor zijn moeder. Daarbij kreeg hij een stuk plastic in zijn rechteroog. Er waren tien hechtingen nodig, en het littekenweefsel verstoort zijn zicht. Dit verhinderde hem niet om golf te spelen, hoewel hij moeite heeft met het zien van afstanden. Hij studeerde in Las Vegas aan de Universiteit van Nevada en speelde college golf.

### Amateur
In 2011 werd hij 2de bij het Amateur Public Links Championship, mede doordat hij een albatros maakte op een par 4. In 2012 speelde hij in de Palmer Cup en het US Amateur.

### Professional
Ernst werd in 2012 professional en haalde op de Tourschool zijn Tourkaart voor de PGA Tour van 2013. Hij haalde de eerste cut, maar miste daarna een hele serie. Toen vroeg hij zijn voormalige coach als caddie mee te gaan en twee weken later behaalde hij al zijn eerste overwinning door David Lynn in de play-off van het Wells Fargo Championship te verslaan. Daarna stond hij nummer 32 op de FedEx Cup, hetgeen hem toegang gaf tot de USPGA van 2013 en de Masters van 2014 en speelrecht tot eind 2015. Eind 2013 stond hij nummer 123 op de wereldranglijst.

### Gewonnen
| Nr. | Datum      | Toernooi                 | Score           | Score | Info                           |
| --- | ---------- | ------------------------ | --------------- | ----- | ------------------------------ |
| 1   | 5 mei 2013 | Wells Fargo Championship | 67-71-72-70=280 | –8    | Won de play-off van David Lynn |

## Teamcompetities
- 2012: Palmer Cup